# ゾフィー・ドロテア・フォン・プロイセン
ゾフィー・ドロテア・マリー・フォン・プロイセン（Sophie Dorothea Marie von Preußen, 1719年1月25日 - 1765年11月15日）は、プロイセンの王族。
プロイセン王フリードリヒ・ヴィルヘルム1世のその妃のイギリス王女ゾフィー・ドロテアの間の4女で、フリードリヒ2世大王の妹。同族のブランデンブルク＝シュヴェート辺境伯フリードリヒ・ヴィルヘルムに嫁した。

## 生涯
父親の「兵隊王」フリードリヒ・ヴィルヘルム1世は、「娘は他人にくれてやらねばならない（„Mädchen muss man versaufen.“）」ということで女子の誕生を喜ばず、王太子フリードリヒの後にも王位継承者となれる男子が生まれるのだけを期待していた。

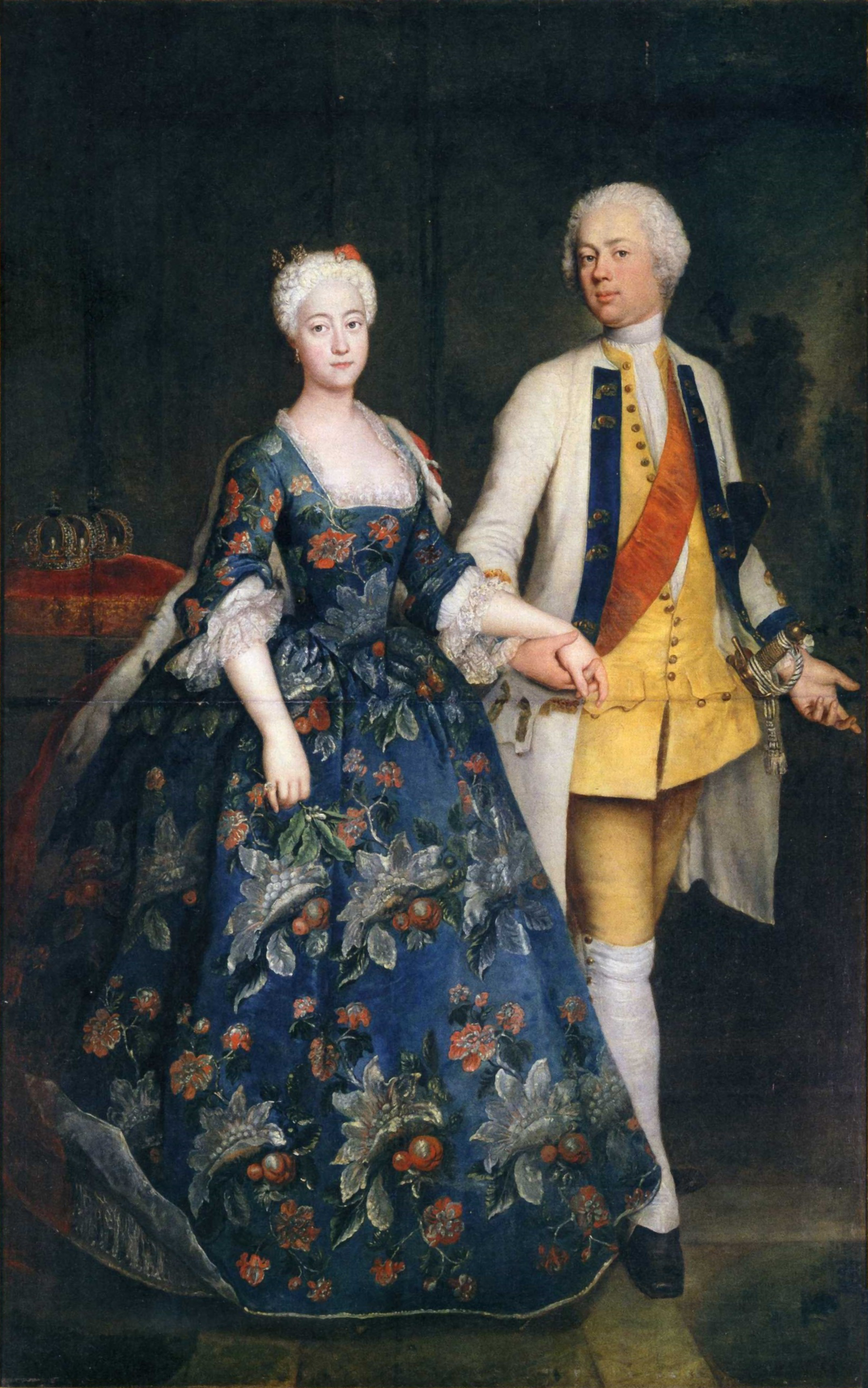
ブランデンブルク＝シュヴェート辺境伯フリードリヒ・ヴィルヘルムと辺境伯夫人ゾフィー・ドロテア（アントワーヌ・ペーヌ画、1734年頃）

1734年、成人したとみなされた15歳のソフィーは、10万ライヒスターラーの持参金付きで父親の従弟にあたるブランデンブルク＝シュヴェート辺境伯フリードリヒ・ヴィルヘルムと結婚した。19歳年上の夫君はきわめて評判の悪い人物だった。辺境伯はひどい悪ふざけと粗暴な言動が目に余り、「気違い辺境伯（der tolle Markgraf）」と呼ばれていた。辺境伯に小姓として仕えた経験のある騎兵隊将軍フリードリヒ・ヴィルヘルム・フォン・ザイトリッツによれば、辺境伯は風車の回転する羽根に掴まって遊ぶような人物だった。シュヴェート辺境伯領はちっぽけな領土しかなかったが、フランスのユグノー難民を多数保護していたため経済的には非常に繁栄していた。
ゾフィーは夫と心を通わせ合うことは出来ず、その30年の結婚生活は不幸としか言えなかった。そのうえゾフィーは、他の姉妹たちのように際立った知性を持ち合わせないことにも劣等感を持っていた。シュヴェート辺境伯夫妻は結局、別居することを選んだ。夫の辺境伯はシュヴェート城で、ゾフィーはモンプレジール宮殿で暮らした。夫との間には2男3女があったが、息子たちはどちらも幼児のうちに死んだ。
ゾフィーはホーエンツォレルン家の人々に多い水腫に悩まされ、亡くなった。

## 子女
- フリーデリケ・ドロテア・ゾフィア（1736年 - 1798年） - 1753年、ヴュルテンベルク公フリードリヒ・オイゲンと結婚
- アンナ・エリーザベト・ルイーゼ（1738年 - 1820年） - 1755年、叔父のプロイセン王子フェルディナントと結婚
- ゲオルク・フィリップ（1741年 - 1742年）
- フィリッピーネ（1745年 - 1800年） - 1773年、ヘッセン＝カッセル方伯フリードリヒ2世と結婚
- ゲオルク・フリードリヒ・ヴィルヘルム（1749年 - 1751年）